# Псаррос, Димитриос
Димитриос Псаррос (греч.  Δημήτριος Ψαρρός Хриссо Фокида 1893 — Клима Фокида 17 апреля 1944) — греческий офицер, посмертно генерал-майор. В годы тройной, германо-итало-болгарской оккупации Греции (1941—1944), был соучредителем организации Сопротивления социал-демократической ориентации, получившей имя Национальное и социальное освобождение (ЕККА) и возглавил её партизанское соединение, «полк 5/42».
Был расстрелян в апреле 1944 года, после столкновения с соединениями  Народно-освободительной армии Греции  (ЭЛАС).
Коллективное издание «100+1 год, Греция» нейтрально характеризует «беспричинное убийство Псарроса шагом местного военачальника горячей крови, который действовал самостоятельно, без приказа».
Историк Т. Герозисис пишет, что «убийство полковника Псарроса легло тенью на Греческое сопротивление и имело трагические последствия».
Убийство полковника Псарроса стало важным элементом антикоммунистической пропаганды в Греции на протяжении всех послевоенных десятилетий, включая период военной диктатуры (1967—1974).

## Молодость

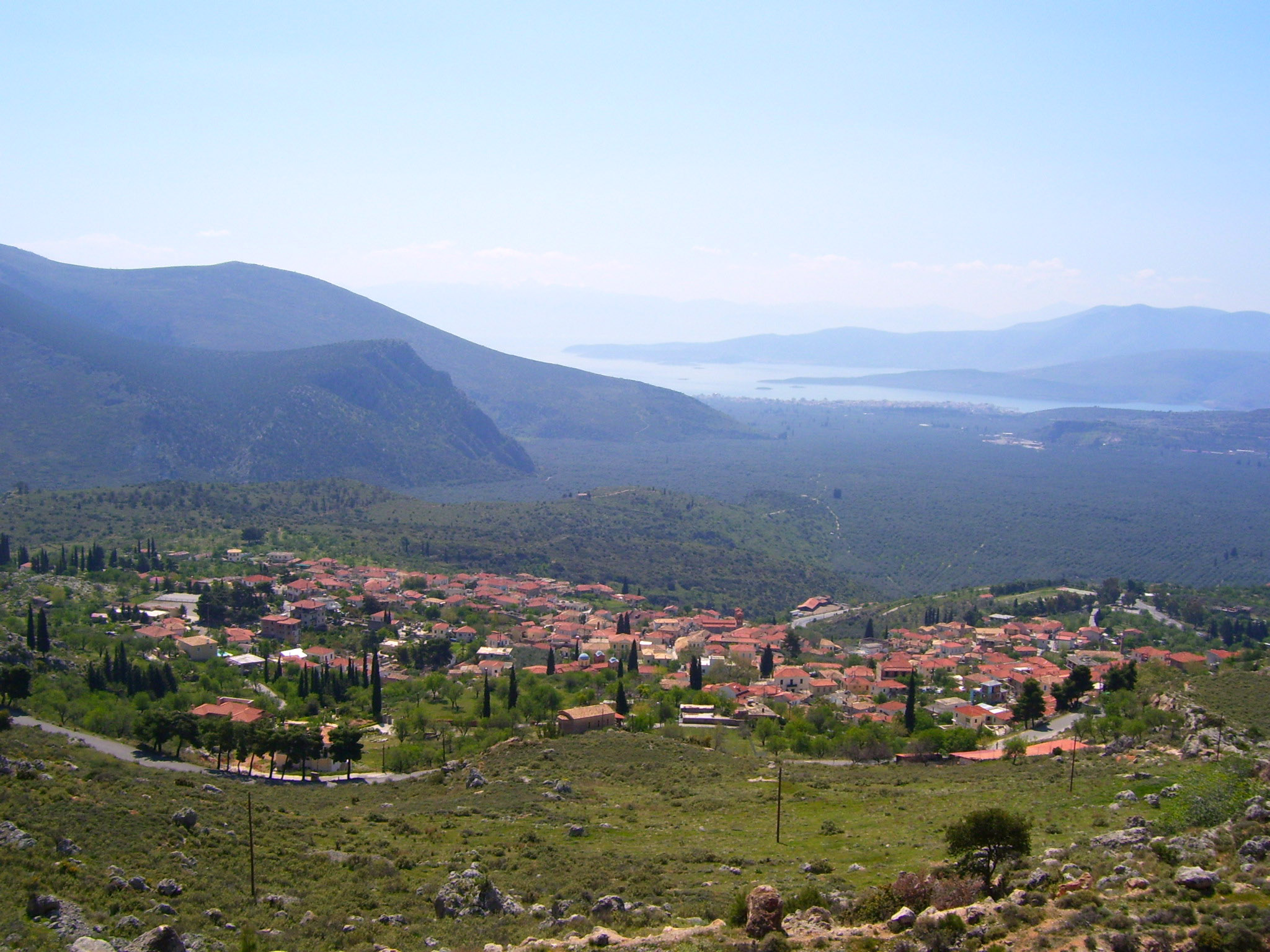
Село Хриссо, место рождения Д. Псарроса

Димитриос Псаррос родился в 1893 году в селе Хриссо, Фокида.
Поступил на юридический факультет Афинского университета.
С началом Балканских войн (1912—1913) добровольцем вступил в греческую армию.
По окончании войн поступил в Военное училище эвэлпидов, которое окончил в 1916 году, в звании младшего лейтенанта артиллерии.
В годы Первой мировой войны примкнул к, возглавляемому Э. Венизелосом, Движению Национальной Обороны.
Принял участие Украинском походе  греческой армии (1919), совершённом в поддержку Белого движения, по просьбе Антанты.
В звании капитана принял участие в Малоазийском походе (1919—1922), после неудачного исхода которого принял участие в антимонархистской революции армии в сентябре 1922 года.
Был среди молодых офицеров, требовавших устранения монархии и провозглашения Республики:390.

## Межвоенные годы
Впоследствии был назначен в Генеральный штаб и принял участие в создании армии Эвроса, которая до подписания мира с турками готовилась возобновить войну и совершить бросок на Константинополь.
В октябре 1923 года, капитан Псаррос, находясь в Салониках, защищал революцию от мятежа генералов Ликардопулоса и Гаргалидиса:402.
В 1935 году, в звании полковника, и будучи начальником штаба X дивизии, вступил в руководимую И. Цигантесом «Греческую военную организацию» (ЭСО), готовившую переворот для возвращения к власти Э. Венизелоса:432.
Историк Т. Герозисис пишет, что с этого периода как Цигантес, так и Псаррос были тесно связаны с англичанами:443.
С началом переворота, поведение Псарроса было по меньшей мере странным. В то время как полковник С. Сарафис воевал на улицах столицы, Псаррос с женой демонстративно посетил кинотеатр, чтобы отвести подозрения. В дальнейшем Сарафис не принял его объяснений фразой «столько ты стоишь. Я ошибся в своей оценке»:444.
Псаррос всё же был обвинён в участии в мятеже. По решению трибунала в Салониках, был осуждён к 12 годам заключения и изгнанию из армии.
Однако вскоре был освобождён и занялся коммерцией.
В период диктатуры генерала И. Метаксаса Псаррос бездействовал:461.
С началом греко-итальянской войны (1940—1941) Псаррос был среди сотен изгнанных из армии офицеров, просившихся на фронт, в чём однако диктаторский режим им отказал:540.

## Элефтериа
Греческая армия отразила нападение Италии и перенесла военные действия на территорию Албании. Это вынудило Гитлеровскую Германию прийти на спасение своего союзника.
6 апреля 1941 года немцы вторглись в Грецию с территории союзной им Болгарии.
Немецкое вторжение застало Псарроса в македонской столице, городе Фессалоники.
15 мая 1941 года, ещё до падения Крита, по инициативе Македонского Бюро компартии Греции (КПГ), была создана одна из первых организаций Греческого Сопротивления — организация Элефтериа (Ελευθερία — Свобода).
В создании организации приняли также участие представители Социалистической партии (И. Пасалидис), Крестьянской партии (Т. Фидас), партии Демократический Союз (Я. Эфтимиадис) и офицерской «группы Меркуриоса». Последняя была названа так по имени майора Меркуриоса, расстрелянного в августе 1947 года, в период Гражданской войны (1946—1949):577.
Хотя Элефтериа ещё не создала своей подпольной сети, она сразу поставила своей целью развёртывание партизанской войны.
Псаррос был назначен военным руководителем Элефтерии.
В августе 1941 года в Салониках Псаррос согласовал с майором Яннисом Папатанасиу слияние организации Свобода, с организацией Защитники Северной Греции (Υ.Β.Ε).
Оккупационные власти сумели внедриться в Υ.Β.Ε через полковника Хризохоу. Вскоре прогрессивные офицеры оставили Υ.Β.Ε, где остались только германофилы и англофилы, получавшие инструкции от англичан:577.
Слияние организаций не состоялось. После последовавших арестов близких сотрудников Псарроса, он прервал своё сотрудничество с «Элефтерией» и, как большинство офицеров группы Меркуриса, осенью 1941 года бежал в Афины:577

## ЕККА
В Афинах Псаррос, вместе с бывшим министром Георгиосом Карталисом, создал антимонархистскую организацию «Национальное и Социальное Освобождение» (иногда упоминается как «Национальное и Социальное Возрождение») (ЕККА).
В марте 1942 года компартия вышла на Псарроса, с тем чтобы продолжить сотрудничество, но без результата:598.
В апреле 1942 года Псаррос, представляя ЕККА, принял участие в подпольной сходке не-коммунистических и подконтрольных англичанам организаций Сопротивления. Кроме Псарроса и Бакирдзиса, в сходке приняли участие Х. Куцояннопулос и Д. Бардопулос от  Прометея II , полковник Наполеон Зервас и Комнинос Пиромаглу от ЭДЕС и британские офицеры из SOE в качестве представителей союзного штаба в Каире
На встрече было принято решение начать масштабную вооружённую борьбу не позже августа-сентября 1942 года. Были определены регионы действий будущих отрядов
За Псарросом был закреплён регион восточной и центральной Средней Греции:598.
Но из всех назначенных руководителей некоммунистических партизанских отрядов, только Зервас ушёл в горы, да и то через 5 месяцев, в сентябре 1942 года.
Псаррос оставался нерешительным:599.
Герозисис пишет, что Карталис и Псаррос верили в возможность вооружённой борьбы и Псаррос был готов отправиться в горы, но «с некоторыми условиями».
Псаррос и поддерживающие его англичане рассматривали вопрос следующим образом: Для того чтобы начать вооружённую борьбу, Псаррос желал обеспечить всё -вооружение продовольствие, финансы. Он желал чтобы всё это было сброшено с воздуха англичанами. После чего, он намеревался произвести нормальную мобилизацию резервистов, а не добровольцев.
Герозисис пишет, что его идеи соответствовали созданию регулярной армии, но не имели никакого отношения к созданию партизанской армии:597.
Одновременно Псаррос вошёл в контакт с прибывшим с Ближнего Востока, руководителем разведывательно-диверсионной группой Мидас 614 И. Цигантесом, через которого он наладил также связи эмиграционным правительством в Каире.
Единственным военным эпизодом с участием Псарроса в 1942 году стало нападение маленькой военной организации «Греческая Освободительная Армия» (ΕΑΣ), в сотрудничестве с партизанами прокоммунистической Народно-освободительной армии (ЭЛАС), на итальянский конвой в Доврувица, Дорида 18/12/1942.
Псаррос вернулся в Афины, откуда окончательно вернулся на Парнас в марте 1943 года.

## Полк 5/42

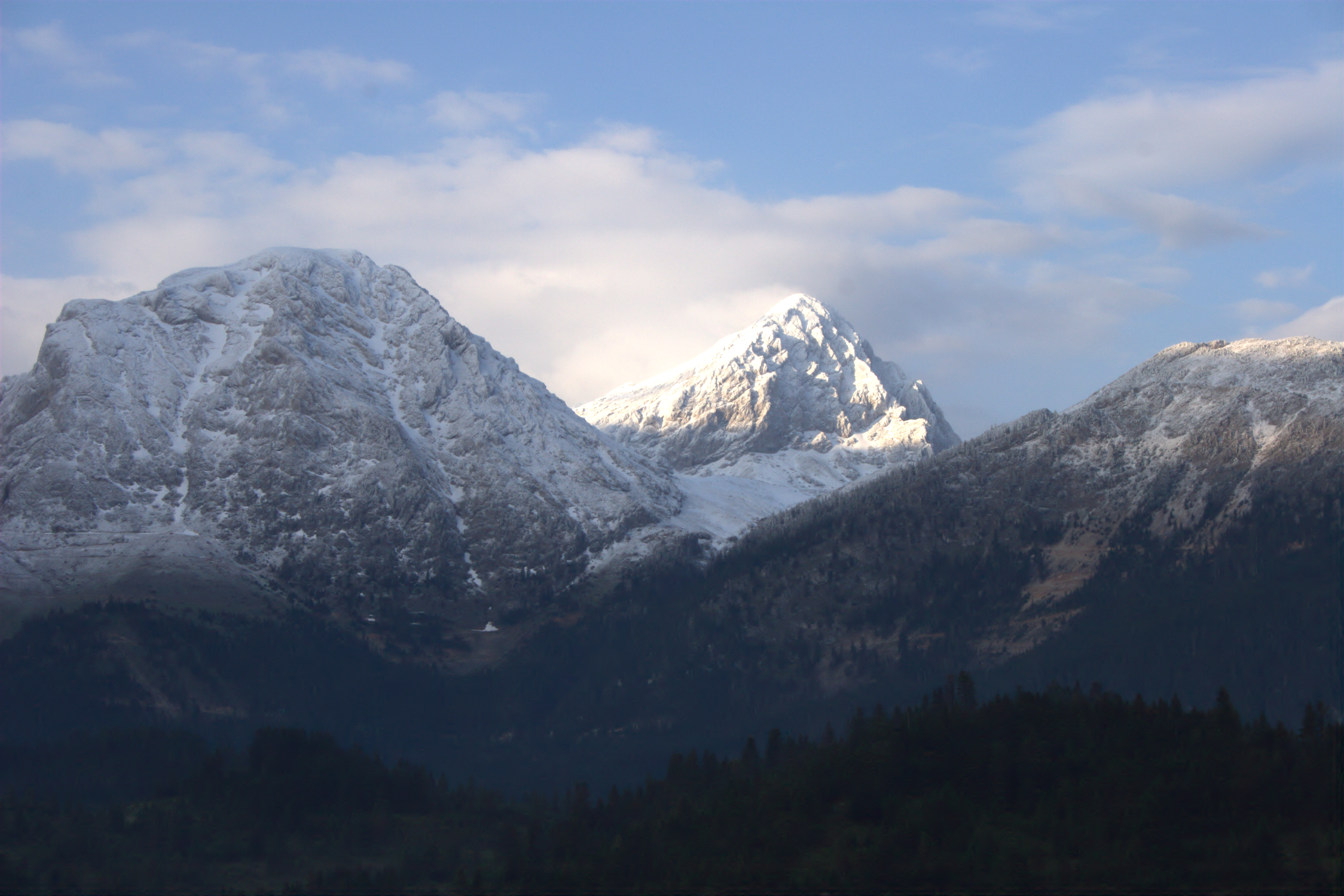
Гора Гьона

25 марта 1943 года, в день когда в Греции отмечается начало Освободительной войны (1821—1829), Псаррос прибыл в своё родное село Хриссос.
Офицеры, действовавших в регионе, двух взводов ΕΑΣ из Дистомо перешли под его командование. Только через месяц, 20 апреля Псаррос провозгласил начало своей вооружённой борьбы и его партизаны сформировали «полк эвзонов 5/42»:597.
Избранное им имя нового соединения носило символический характер. Гвардейский полк эвзонов 5/42 прославился в Балканские войны и Малоазийском походе и в значительной степени был укомплектован выходцами из Средней Греции.
Так 5/42 стал армией ЕККА, в которой военным руководителем был Псаррос, а политическим вождём Карталис Герозисс пишет, что два лидера ЕККА −5/42 недооценили действительную обстановку.
Они приняли решение начать партизанскую войну в сентябре 1942 года, но начали её только в апреле 1943 года.
Но в апреле 1943 года «свободного пространства» для них уже не было.
К этому времени прокоммунистическая Народно-освободительная армия Греции (ЭЛАС) располагала в регионе силами до 2 тысяч бойцов, под командованием Ариса Велухиотиса, а политический  Национально-освободительный фронт (ЭАМ) получил в регионе «восхитительно большое развитие».
Герозисис пишет, что именно по этой причине англичане поддержали это «заведомо проигрышное дело».
Он пишет, что появление в этих горах, благодаря британской поддержке, «полка 5/42» не было естественным.
Партизанский отряд Псарроса действовал в регионе горы Гьона и его «полк 5/42» был признан военным крылом организации ΕΚΚΑ. Однако в действительности связи с политической организацией были слабыми

## Первое разоружение «полка 5/42»
С момента когда генерал С. Сарафис возглавил ЭЛАС, его первыми двумя проблемами были отражение широкомасштабного наступления итальянской армии в Средней Греции, Фессалии и Эпире и разоружение «полка 5/42».
«Полк 5/42» расположился в регионе, который был под политическим контролем ЭАМ и военным контролем ЭЛАС.
«Полк 5/42» был детищем английских служб. Некоторые из его офицеров были демократами, другие монархистами или сторонниками диктатуры генерала Метаксаса.
В рядах «полка 5/42» были и откровенные фашисты, которых не интересовало Сопротивление, а борьба против ЭАМ, при поддержке английских служб.
Партизаны «полка 5/42» получали помощь, сбрасываемую англичанами с воздуха. Источником снабжения партизан ЭЛАС был враг. От союзников они не получали (почти) ничего.
В отличие от партизан ЭЛАС, которые все были добровольцами, партизаны ЭДЕС и «полка 5/42» получали от англичан жалованье, которое колебалось от 1 до 10 золотых фунтов стерлингов в месяц, что в глазах бойцов ЭЛАС придавало им «цвет наёмника»:631.
В то время как ЭАМ и компартия, в преддверии итальянского наступления, инструктировали Велухиотиса сотрудничать с любой организацией Сопротивления, Велухиотис решил не оставлять в своём тылу «вражеские силы». Поводом было то, что без одобрения Псарроса, некоторые из офицеров, будучи монархистами и антикоммунистами, преследовали сторонников ЭАМ.
15 мая 1943 года части ЭЛАС, без крови, разоружили «полк 5/42».
Однако несколькими днями позже, Сарафис, Велухиотис и Дзимас попросили у Псарроса извинения и вернули его разоружённому полку оружие.
Герозисис пишет, что часто в истории исправление начальной ошибки является бо́льшей ошибкой, нежели первоначальная.
Псарросу был предложен пост командующего партизанскими силами всей Средней Греции, однако Псаррос отказался.
С помощью англичан, Псаррос начал восстанавливать свой «полк»:632.

## Второе разоружение «полка 5/42»
Тем временем ЭЛАС отразил итальянское наступление.
В своих мемуарах, заместитель командующего не-коммунистического ЭДЕС, К. Пиромаглу писал, что с первого момента восстановления «полка 5/42» был разделён: одна его часть была национально-демократической, другая национально-монархисткой. Первые считали, что следует вести войну против оккупантов в союзе с ЭЛАС. Этой линии придерживались и Псаррос и Карталис. Национал-монархисты верили, что следует вести борьбу против оккупантов, но что «коммунизм ЭАМ-ЭЛАС» — также «большой враг» и не делали разницы между немцами и «коммунистоэласитами».
22 июня 1943 года «полк 5/42» был разоружен ещё раз, без приказа генштаба ЭЛАС и даже не информируя его. Частями ЭЛАС командовали Андреас Мундрихас и Фотис Вермеос. Но на этот раз была пролита кровь
Приказ разоружения был издан майором Э. Зуласом. Зулас, в своём объяснении писал, что издал приказ «в порыве гнева, против позиции Псарроса», то есть его покрывательства офицеров, которые провоцировали ЭЛАС и избивали сторонников ЭАМ.
Псаррос переправился в город Эгион, на побережье Пелопоннеса, приняв решение о своём выходе из партизанского движения.
На этот раз генштаб ЭЛАС не имел отношения к этому разоружению, но совершил политическую ошибку, когда в очередной раз попросил извинения у Псарроса":636.. Герозисис пишет, что Псаррос, под давлением англичан которые имели прямое отношение к событиям, в свою очередь совершил ошибку и восстановил 5/42 в третий раз, в враждебном регионе и с офицерами, которые не подчинялись ему:637.
ЭАМ, после второго разоружения полка 5/42, помог в его восстановлении, призвал к ответу Велухиотиса и Вермеоса и пришёл к выводу, что ответственность была майора  Эфтимия Зуласа, который однако не понёс никакого наказания.

### Сосуществование с ЭЛАС
После того как КПГ осудила второй роспуск «полка 5/42», Генеральный штаб ЭЛАС послал приказы доброго сосуществования с «полком 5/42», который был восстановлен в третий раз. ΕΚΚΑ согласилась принять участие в Совместном Генеральном Штабе греческих партизан, а также отправить вместе с ЭЛАС и ЭДЕС письмо эмиграционному правительству в Каир, в котором они просили, чтобы король не возвращался в страну до проведения референдума о судьбе монархии.
Во время стычек между ЭДЕС и ЭЛАС, носивших характер гражданской войны, «полк 5/42» заявил о своей поддержке ЭЛАС, что вызвало недовольство у роялистов полка и у англичан. В то же время Карталис заверял английского связного Woodhouse, что после ухода немцев «полк 5/42» будет воевать против ЭЛАС.
Позиция Псарроса-Картлиса вызвала внутренний кризис. Группа капитана Дедусиса обвинила Псарроса в том, что он не воспользовался возможностью разделаться с ЭЛАС в регионе, когда он ЭЛАС подвергался немецкому нападению.
Однако Псаррос сумел провести свою линию и «полк 5/42» принял участие в боях против немцев:675.
1 февраля 1944 года, в то время как части ЭЛАС и «полка 5/42» сотрудничали в обороне города Амфисса, в других частях «полка 5/42», роялисты подписали текст отречения от ЕΚΚΑ.
После переговоров и соглашения в Плака 15 февраля 1944 года, между ЭЛАС и ЭДЕС, в которых приняли участие и Псаррос-Карталис:682, позиция представителей ЕККА в этом соглашении была сочтена руководством ЭЛАС как предательство.

## Третье и окончательное разоружение «полка 5/42»
В конце февраля 1944 года, 68 офицеров-роялистов «полка 5/42», подписали петицию в которой заявляли, что не признают более командование Псарроса и руководство ЕККА. Они требовали перевод «полка 5/42» под непосредственное командование короля, эмиграционного правительства и союзного штаба Ближнего Востока:675.
Текст этой тайной петиции, с помощью агентуры ЭАМ на Ближнем Востоке был переслан в руки Псарроса, с следующей припиской: «Берегись, они тебя „съедят“. Старик».
Псевдоним Старик принадлежал генсеку КПГ Сиантосу.
Обстановку накалило и предложение немцев о сепаратном перемирии с полком 5/42.
Эта обстановка, по оценке историка Герозисиса, не могла продолжаться далее.
Он же считает, что к кровавой развязке подтолкнула группа офицеров роялистов в 5/42, ошибки самого Псарроса, но и ошибки руководства ЭАМ-ЭЛАС в региональном и национальном масштабах.
Внутренний кризис 5/42 перерастал в провокации роялистов против ЭЛАС, избиения и даже убийства сторонников ЭАМ и резервистов ЭЛАС, грабёж складов ЭЛАС. Население стало требовать защиты регулярных частей ЭЛАС:695.
Люди Дедусиса попытались разоружить группу самообороны ЭЛАС в Крокили, убив местного руководителя.
Комиссия расследовавшая этот инцидент, в составе Псарроса, майора Зуласа и британского офицера Джефа, полностью встала на сторону ЭЛАС. Якобы разъяренный событием, Джеф обратился к офицерам ЭЛАС фразой «чего вы их держите и не разгоняете»:696.
Псаррос пообещал вернуть разграбленное оружие и разоружить группу своего капитана.
В действительности он не имел никакой власти, но отказывался и от встречи со своим другом, генералом Сарафисом.
После этого внутреннего переворота возглавленного офицером «полка 5/42», Т. Дедусисом, который отрёкся от политической организации ΕΚΚΑ, несколько офицеров — республиканцев полка перешли 10/4/1944 в ЭЛАС.
Самый известный из них, полковник Константин Лаггуранис, был сторонником освобождения ЕККА-5/42 от влияния британских служб и их слияния с ЭЛАС. Перед своим переходом в ЭЛАС он проинформировал о причинах своего шага Псарроса.
Псаррос оказался в трудном положении, поскольку потерял контроль над «полком», в то время как его роялисты продолжали провоцировать маленькие столкновения с ЭЛАС. В тот же период англичане считали полк 5/42 проигрышной картой илисателлитом ЭАМ’'.
В этот период, по пути на Пелопоннес, где III дивизия ЭЛАС отражала наступление немцев и коллаборационистов, в регионе Парнаса оказался А. Велухиотис.
Уже в начале апреля «правительство гор» послало Псарросу телеграмму-ультиматум, с тем чтобы он унял группу Дедусиса-Капецониса. Псаррос пообещал сделать это, но в действительности это было вне его сил":696.
9 апреля «правительство гор» послало Псарросу очередную телеграмму.
Герозисис отмечает ошибку Псарроса, который бы мог как минимум осудить действия Дедусиса, продолжавшего «войну» против ЭЛАС и контакты с немцами и коллаборационистами.
В этой атмосфере, Велухиотис, прибывший в Мавролитари, где находился штаб 5-й бригады ЭЛАС, взял ситуацию в свои руки и потребовал выдачи капитана Дедусиса и майора Капецониса, которые продолжали свои провокации и гордились тем, что убили 152 партизан ЭЛАС.
Псаррос ответил, что он не в состоянии сделать это.
5-я бригада ЭЛАС потребовала немедленной сдачи полка 5/42.
Псаррос послал телеграмму ЕККА, информируя, что окажет сопротивление и другую телеграмму «правительству гор», в которой предоставлял в полк 5/42 «правительству гор», при условии оставления его автономного статуса. Последняя телеграмма никогда не дошла до «правительства гор», что Герозисис считает несколько странным:697.
16 апреля Псаррос издал приказ, в котором говорил, что полк будет сопротивляться всеми силами.
17 апреля 1944 года 5-я бригада ЭЛАС осуществила свою атаку и за несколько часов разгромила полк 5/42 около Строми, Фокида с серьёзными потерями с двух сторон.
Капитану Дедусису и майору Капецонису со своими людьми удалось бежать в Патры, к немцам, с которыми они были в контакте, после чего они присоединились к батальонам коллаборационистов:698.
Псаррос со своим адъютантом остался на поле боя и сдался частям ЭЛАС. Он тоже мог бежать, но не имел ничего общего с батальонами коллаборационистов.

## Смерть Псарроса
Псаррос сдался капитану Димитрису Димитриу (псевдоним Никифорос), который послал его с сопровождением в штаб 5-й бригады, к полковнику Г. Ригосу.
По стечению обстоятельств, по дороге в штаб, Псаррос встретился с майором Зуласом. Оставаясь верхом на коне и находясь под впечатлением потерь среди своих партизан, Зулас стал обвинять Псарроса. Псаррос напомнил, что он пленный и что это надо уважать.
Зулас потерял хладнокровие и громко выкрикнул с возмущением «чего вы его держите и не убиваете».
Кто-то из партизан решил, что это приказ и очередью уложил Псарроса.
Есть свидетельства участников и свидетелей, придающих событию ещё один оттенок: Псаррос и Зулас были старыми знакомыми, недолюбливали, если не ненавидели, друг друга и причиной было банальное Cherchez la femme.

## Впоследствии
Герозисис пишет, что действия Зуласа были непростительными и бесчестными для кадрового военного, поскольку Псаррос был пленным и просил это уважить.
Он же пишет, что убийство полковника Псарроса легло тенью на Греческое сопротивление и имело трагические последствия:698.
Герозисис добавляет, что у этих событий есть несколько безответных вопросов: В районе боя находились 2 британских майора, которые однако и не попытались вмешаться.
У полка 5/42 не было будущего. Если бы он не был разоружён силами ЭЛАС, он бы развалился из-за внутренних разногласий или был бы обязан перейти под непосредственное руководство «правительством гор».
Эту перспективу видели и англичане, в чьих интересах было разоружение полка 5/42 силами ЭЛАС. Но даже они не могли предвидеть убийство Псарроса, которое, как пишет Герозисис, пришло к ним «как подарок небес».
Член британской миссии Woodhouse, предложил послать британские группы для убийства Велухиотиса, считая его ответственным за убийство Псарроса.
Через несколько дней, с партизанского аэродрома в Алмирос, вылетела в Ливан делегация ЭАМ-ЭЛАС-КПГ. Предстояло формирование Правительства Национального Единства, но делегация несла на свои плечах тяжкий груз разгрома полка 5/42 и убийства Псарроса:699.
В послевоенные годы и в особенности в период Гражданской войны (1946—1949), но и в последующие десятилетия, убийство Псарроса стало важным элементом антикоммунистической пропаганды. При этом, утверждается, что майор Зулас принадлежал к тесному кругу генсека КПГ Сиантосу, в силу чего тень убийства падает на генсека компартии.
После Гражданской войны (1946—1949), в 1951 году, находясь в политической эмиграции в Румынии, Зулас написал в своём докладе в адрес КПГ, что он расстрелял Псарроса, чтобы исключить вероятность воссоздания полка 5/42.
Кроме этого, он утверждал, что решение он принял совместно с Велухиотисом, что по мнению Г. Фаракоса, вероятно служило текущим (1951) целям внутрипартийной борьбы и отрицал руководство к этому шагу со стороны Сиантоса.
С другой стороны, Велухиотис в своём докладе к КПГ, сразу после событий, писал что Псаррос погиб в бою.
Многие современные греческие журналисты и исследователи считают, что если Зулас не действовал самостоятельно, то тень ответственности лежит на Велухиотисе и генсеке Сиантосе.
Оппоненты этой оценки утверждают, что у ЭАМ, готовившегося принять участие в конференции в Ливане, не было никакой выгоды подставить себя и ослабить свою политическую позицию на переговорах убийством Псарроса и что оно произошло по инициативе местного командира.

## Память
Сразу после войны, в 1945 году, Псарросу, посмертно, было присуждено звание генерал-майора. Центр подготовки артиллеристов (ΚΕΠΒ) в городе Фивы назван именем генерал-майора Псарроса.
Бюст Д. Псарроса установлен в одной из центральных точек греческой столицы, на перекрёстке улицы Патисион и проспекта Александрас. В 60-е годы на месте разгрома полка 5/42 был воздвигнут памятник погибшим.